# Lophocebus opdenboschi
El mangabey de Opdenbosch (Lophocebus opdenboschi) es una especie de primate catarrino de la familia Cercopithecidae. Se le encuentra en la República Democrática del Congo. Anteriormente se consideraba una subespecie del mangabey de mejillas grises (Lophocebus albigena).